# Minor (Alabama)
Minor è un census-designated place (CDP) degli Stati Uniti d'America situato nella Contea di Jefferson dello Stato dell'Alabama. Al 2010 la popolazione ammontava a 1 094 abitanti. Questa zona è stata danneggiata l'8 aprile 1998 da un tornado che ha distrutto anche la chiesa non-denominazionale.

## Geografia fisica
Le coordinate geografiche di Minor sono 33°32′23″N 86°56′24″W.
Minor occupa un'area totale di 1,60 km², tutti di terra.

## Società

### Evoluzione demografica
Al censimento del 2000, risultarono 1 116 abitanti, 456 nuclei familiari e 340 famiglie residenti in città. Ci sono 471 alloggi con una densità di 624,5/km². La composizione etnica della città è 97,67% bianchi, 0.90% neri e afroamericani, 0,72% nativi americani, 0,09% asiatici, 0,63% di altre razze e 0,36% ispanici e latino-americani.
La suddivisione della popolazione per fasce d'età è la seguente: 20,7% sotto i 18 anni, 9,3% dai 18 ai 24, 26.2% dai 25 ai 44, 21,4% dai 45 ai 64, e il 22,4% oltre 65 anni. L'età media è di 40 anni. Per ogni 100 donne ci sono 92,4 maschi. Per ogni 100 donne sopra i 18 anni, ci sono 91,1 maschi.
Il reddito medio di un nucleo familiare è di $33 710 mentre per le famiglie è di $38 250. Gli uomini hanno un reddito medio di $28 295 contro $24 042 delle donne. Il reddito pro capite della città è di $14 690. Circa il 2,0% delle famiglie e l'1,6% della popolazione è sotto la soglia della povertà. Sul totale della popolazione nessuno dei minori di 18 anni e l'8,2% di chi ha più di 65 anni vive sotto la soglia della povertà.

## Monumenti e luoghi d'interesse

### Architetture religiose
- Minor First Baptist
- Minor Methodist
- Westmont Baptist
- Minor church of Christ
- Non-denominational Open Door Church